# 740.
740. je peto desetletje v 8. stoletju med letoma 740 in 749. 